# Mesochorus aquilonis
Mesochorus aquilonis là một loài tò vò trong họ Ichneumonidae.